# Leucanthemopsis longipectinata
Leucanthemopsis longipectinata là một loài thực vật có hoa trong họ Cúc. Loài này được (Font Quer) Heywood mô tả khoa học đầu tiên năm 1975.